# 杨奇志
杨其峙（1953年—），艺名奇志，男，辽宁瓦房店人，生在山西太原，中国南派相声领军人，活跃于湖南文艺界。

## 生平
杨其峙早年参军入伍，在部队进行文艺宣传。曾在解放军艺术学院进修。后来成为侯耀文先生的弟子。20世纪90年代，奇志和大兵成立了相声组合，两人搭档演出，第一次演出在洪朝宾馆，当时观众只有四五人，演出后获得报酬一共30元。此后，两人在歌厅锻炼一共长达3年。凭着勤奋和打拼，两人一年的演出次数超过1500场，并且渐渐火爆出来，其中一次演出，大兵还被黑社会毒打。1996年一直到1999年，两人事业步入高峰，被邀出演了央视春节联欢晚会。在推出《一笑治百病》相声集作品期间，因为相声作品《治感冒》而产生严重分歧，导致两人第一次分手。为了完成电视系列剧《一笑治百病》，两人再度和好。2003年2月28日，两人再度分手。两次分手均由大兵提出。大兵主动分手之后，选择了和赵卫国合作，而奇志则选择去北京市发展事业。2003年9月7日，为培养南派相声继承人，奇志一次收徒12个，其中不乏湖南省首届少儿曲艺大赛的获奖者。

## 轶事
杨奇志一般穿着大马褂加萝卜裤在舞台上演出，而生活中则喜欢青年酷派衣服。生活上崇尚节俭，反对铺张浪费，从不抽烟喝酒。

## 公职
湖南省曲艺家协会主席

## 亲属

### 徒弟
- 任军（艺名大兵，後改拜李金斗為師）
- 徐文[2]

## 奖项
2000年 奇志、大兵 《喜丧》 第一届中国曲艺牡丹奖

## 评价
长沙一句流行的顺口溜如此评价杨奇志：“奇怪奇怪真奇怪，长沙出了个杨奇怪”。
2003年9月，湖南省文联党组副书记江学恭在奇志收徒仪式上说：“奇志不仅是我们文艺界的一块牌，也是我们文联的一块牌。他不仅在艺术上很有造诣，还具有功德一时的政治良心。他跟徐文的第一场演出就无偿献给了非典。曾经有人问他，是当艺术家还是当领导，他说：艺术家不当领导，就当艺术家。领导很多，艺术家很少。人民需要艺术家”。